# そばめし

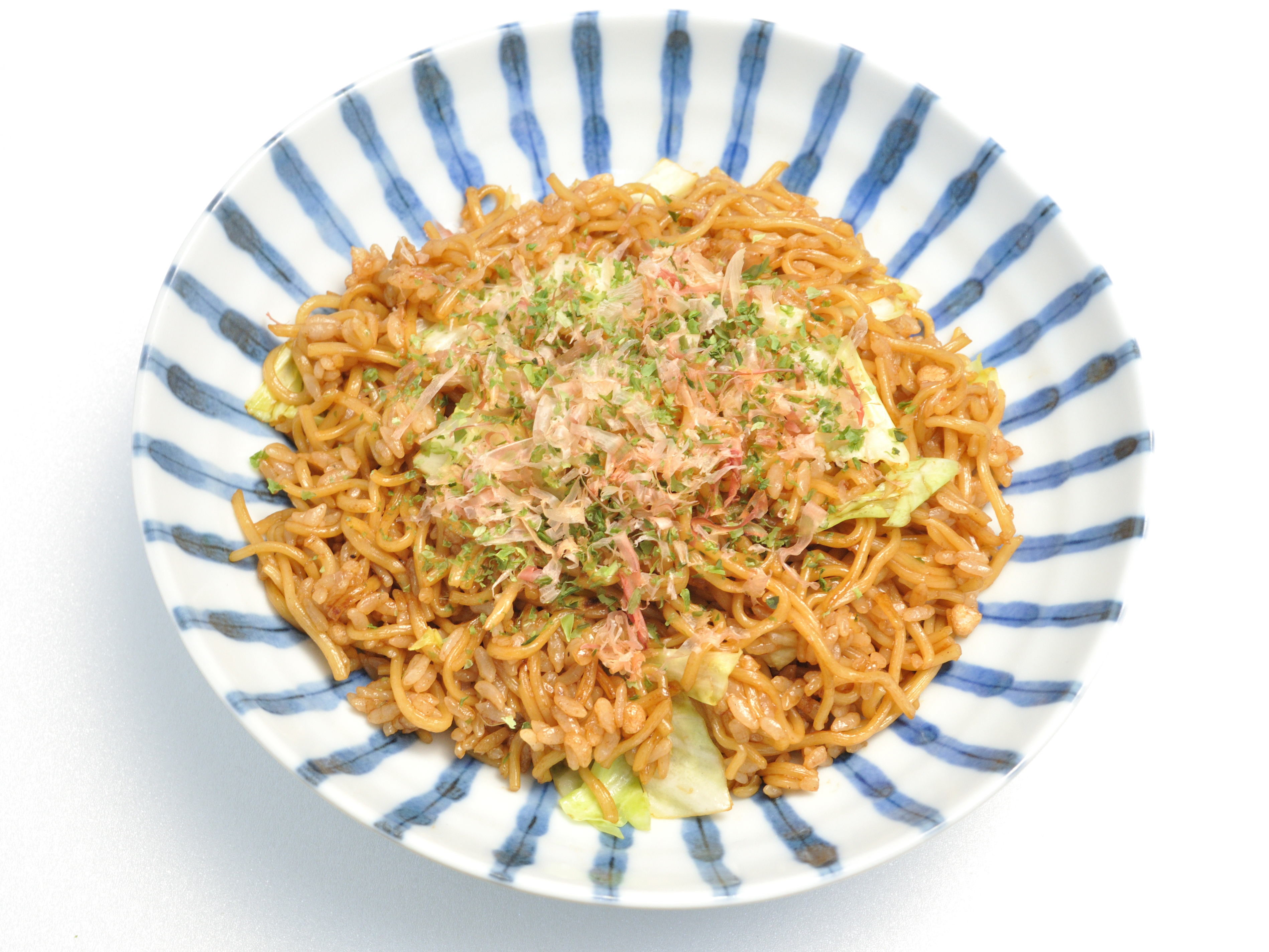
そばめしの参考画像

そばめしは、そば焼き（神戸の方言でソース焼きそばの意）を細かく刻み、米飯と共に鉄板で炒めた料理。兵庫県神戸市発祥のB級グルメである。

## 概要
神戸の下町である長田区のお好み焼き店で、近隣の町工場で働く工員が、弁当の冷やご飯をそばと一緒に炒めてくれと頼んだことが始まりと言われている。持ち込みの白飯で焼きめしを作るというサービスは従前から行われていたため、それがそば焼きと一体化して誕生したメニューである。ちなみに、発祥地の長田区に位置する新長田駅には、そばめしPRのため、こての形をしたモニュメントが存在する。

## 作り方
基本的な作り方はそば焼きや焼きめしと同様である。熱した鉄板上で肉やキャベツを炒めた後、中華麺と冷やご飯を入れ更に炒める。麺が細かくなるよう切り刻みながら混ぜ合わせ、とんかつソースやウスターソースなどで調味する。青のり粉や魚粉、どろソースなどは各自が好みでかける。

## 商品展開
昭和30年代以前から一部地域の限られた店では提供されていたが、冷やご飯を持ち込む常連客限定の裏メニューであり、一般にはほとんど知られていなかった。「そばめし」という名称で最初に正式にメニューに載せたのは新長田駅近くの「お好み焼 青森」で、1985年ごろのことである。その後大手食品メーカーから冷凍食品が発売されたことで全国的に有名になった。ニチロが1990年8月に大阪周辺地域で限定発売したが、好評だったため、2000年3月に全国で発売。テレビ番組で紹介されて生産が追いつかず、2度にわたって一時販売を休止したほどの人気であった。現在は家庭用の冷凍食品にとどまらず、業務用の冷凍食品もある。また、真空パックの中華麺と粉末ソースをセットしたそばめしの素も販売されている。
また永谷園から「そばめしふりかけ」が販売されていた。種類はソース味とカレー味があった。爆笑問題がCMに出演していた。